# Heliothea murina
Heliothea murina är en fjärilsart som beskrevs av Krulikovski 1918. Heliothea murina ingår i släktet Heliothea och familjen mätare. Inga underarter finns listade i Catalogue of Life.